# 동적 범위
동적 범위(Dynamic range) 또는 다이내믹 레인지, 줄여서 DR, DNR, 또는 DYR는 특정한 양을 추정할 수 있는 최댓값과 최솟값 사이의 비이다. 소리와 빛과 같은 신호적 문맥에 사용된다. 최소신호값과 최대신호값 간 차이의 비율 또는 base-10(데시벨) 또는 base-2(더블링, 비트, 스톱) 대수값으로 측정된다.
전기적으로 복제된 오디오와 비디오는 넓은 다이내믹 레인지의 원본을 더 쉽게 저장하고 복제할 수 있도록 더 좁은 기록형 다이내믹 레인지로 맞추어 처리되곤 한다. 이러한 처리는 다이내믹 레인지 컴프레서로 부른다.

## 음악
음악에서 다이내믹 레인지는 악기, 성부, 음악의 일부의 가장 작은 소리와 가장 큰 소리의 차이이다.

## 사진
| 장치                                | 스톱           | 대비                   |
| ----------------------------------- | -------------- | ---------------------- |
| LCD                                 | 9.5 (8 – 10.8) | 700:1 (250:1 – 1750:1) |
| 네거티브 필름 (코닥 VISION3)        | 13             | 8000:1                 |
| 인간의 눈                           | 24+            | 16384000:1             |
| 고성능 DSLR 카메라 (니콘 D850)      | 14.8           | 28500:1                |
| 디지털 시네마 카메라 (레드 위폰 8k) | 16.5+          | 92000:1                |

## 같이 보기
- 높은 동적 범위
  - 높은 동적 범위 이미징
  - 높은 동적 범위 렌더링
  - 높은 동적 범위 비디오